# جاكلين فيكتور
جاكلين فيكتور (بالملايوية: Jaclyn Victor)‏ هي مغنية ماليزية، ولدت في 4 ديسمبر 1978 في Kepong ‏.

## وصلات خارجية
- جاكلين فيكتور على موقع IMDb (الإنجليزية)
- جاكلين فيكتور على موقع ميوزك برينز (الإنجليزية)
- جاكلين فيكتور على موقع قاعدة بيانات الفيلم (الإنجليزية)